# Floirac, Lot
Floirac är en kommun i departementet Lot i regionen Occitanien i södra Frankrike. Kommunen ligger i kantonen Martel som tillhör arrondissementet Gourdon. År 2022 hade Floirac 240 invånare.

## Befolkningsutveckling
Antalet invånare i kommunen Floirac
| Referens: INSEE |